# Chitré
Chitré é uma cidade do Panamá, capital da província de Herrera. Localiza-se a aproximadamente 7 km do Golfo do Panamá, na Península de Azuero. O nome Chitré vem da tribo nativa, chamada Chitra.
A cidade foi fundada em 1848, e possui atualmente uma população de aproximadamente 25.000 habitantes.